# Canton d'Argentan-2
Le canton d'Argentan-2 est une circonscription électorale française du département de l'Orne créée par le décret du 25 février 2014 et entrée en vigueur lors des premières élections départementales suivant la publication du décret.

## Histoire
Un nouveau découpage territorial de l'Orne entre en vigueur à l'occasion des élections départementales de 2015. Il est défini par le décret du 25 février 2014, en application des lois du 17 mai 2013 (loi organique 2013-402 et loi 2013-403). Les conseillers départementaux sont, à compter de ces élections, élus au scrutin majoritaire binominal mixte. Les électeurs de chaque canton élisent au Conseil départemental, nouvelle appellation du Conseil général, deux membres de sexe différent, qui se présentent en binôme de candidats. Les conseillers départementaux sont élus pour 6 ans au scrutin binominal majoritaire à deux tours, l'accès au second tour nécessitant 12,5 % des inscrits au 1er tour. En outre la totalité des conseillers départementaux est renouvelée. Ce nouveau mode de scrutin nécessite un redécoupage des cantons dont le nombre est divisé par deux avec arrondi à l'unité impaire supérieure si ce nombre n'est pas entier impair, assorti de conditions de seuils minimaux. Dans l'Orne, le nombre de cantons passe ainsi de 40 à 21.
Le canton d'Argentan-2 est formé de communes des anciens cantons de Trun (19 communes), d'Exmes (13 communes) et d'Argentan-Est (1 commune) et d'une fraction de la commune d'Argentan. Il est entièrement inclus dans l'arrondissement de Argentan. Le bureau centralisateur est situé à Argentan.

## Représentation
| Période élective | Période élective | Mandat | Mandat   | Identité               | Nuance | Nuance | Qualité                                                                                |
| ---------------- | ---------------- | ------ | -------- | ---------------------- | ------ | ------ | -------------------------------------------------------------------------------------- |
| 2015             | 2021             | 2015   | 2021     | Florence Écobichon     |        | DVG    | Agent administratif, adjointe au maire de Trun                                         |
| 2015             | 2021             | 2015   | 2021     | Philippe Jidouard      |        | PS     | Professeur de sport retraité, 1er adjoint au maire d'Argentan                          |
| 2021             | 2028             | 2021   | en cours | Cendrine Foucher-Chazé |        | DVC    | Ancienne secrétaire de mairie à Silly-en-Gouffern, suppléante du député LR Jérôme Nury |
| 2021             | 2028             | 2021   | en cours | Frédéric Godet         |        | DVC    | Agriculteur, maire délégué d'Aubry-en-Exmes, adjoint au maire de Gouffern en Auge      |

### Résultats détaillés

#### Élections de mars 2015
À l'issue du 1er tour des élections départementales de 2015, deux binômes sont en ballottage : Jacques Amiot et Brigitte Lecœur (FN, 27,38 %) et Florence Écobichon et Philippe Jidouard (PS, 23,57 %). Le taux de participation est de 54,44 % (5 556 votants sur 10 205 inscrits) contre 54,04 % au niveau départemental et 50,17 % au niveau national.
Au second tour, Florence Écobichon et Philippe Jidouard (PS) sont élus avec 56,72 % des suffrages exprimés et un taux de participation de 55,88 % (2 759 voix pour 5 701 votants et 10 203 inscrits).

#### Élections de juin 2021
Le premier tour des élections départementales de 2021 est marqué par un très faible taux de participation (33,26 % au niveau national). Dans le canton d'Argentan-2, ce taux de participation est de 34,51 % (3 408 votants sur 9 875 inscrits) contre 34,53 % au niveau départemental. À l'issue de ce premier tour, deux binômes sont en ballottage : Cendrine Foucher-Chazé et Frédéric Godet (DVC, 38,23 %) et Florence Ecobichon et Yannick Jouadé (Union à gauche, 34,7 %).
Le second tour des élections est marqué une nouvelle fois par une abstention massive équivalente au premier tour. Les taux de participation sont de 34,36 % au niveau national, 34,27 % dans le département et 36,5 % dans le canton d'Argentan-2. Cendrine Foucher-Chazé et Frédéric Godet (DVC) sont élus avec 53,04 % des suffrages exprimés (1 736 voix pour 3 603 votants et 9 872 inscrits),,.

## Composition
Lors du redécoupage de 2014, le canton d'Argentan-2 comprenait trente-trois communes et une fraction d'Argentan.
À la suite de la création de la commune nouvelle de Gouffern en Auge au 1er janvier 2017, le canton comprend désormais vingt communes et une fraction de la commune d'Argentan.
| Nom                              | Code Insee | Intercommunalité             | Superficie (km2) | Population (dernière pop. légale)               | Densité (hab./km2) | Modifier                                    |
| -------------------------------- | ---------- | ---------------------------- | ---------------- | ----------------------------------------------- | ------------------ | ------------------------------------------- |
| Argentan (bureau centralisateur) | 61006      | CC Terres d'Argentan Interco | 18,18            | Fraction : 5 622 (2022) Commune : 13 494 (2022) | 742                | modifier les données · modifier les données |
| Bailleul                         | 61023      | CC Terres d'Argentan Interco | 16,67            | 608 (2022)                                      | 36                 | modifier les données · modifier les données |
| Coudehard                        | 61120      | CC Terres d'Argentan Interco | 8,52             | 78 (2022)                                       | 9,2                | modifier les données · modifier les données |
| Coulonces                        | 61123      | CC Terres d'Argentan Interco | 6,15             | 212 (2022)                                      | 34                 | modifier les données · modifier les données |
| Écorches                         | 61152      | CC Terres d'Argentan Interco | 9,71             | 104 (2022)                                      | 11                 | modifier les données · modifier les données |
| Fontaine-les-Bassets             | 61171      | CC Terres d'Argentan Interco | 5,88             | 115 (2022)                                      | 20                 | modifier les données · modifier les données |
| Ginai                            | 61190      | CC Terres d'Argentan Interco | 9,25             | 72 (2022)                                       | 7,8                | modifier les données · modifier les données |
| Gouffern en Auge                 | 61474      | CC Terres d'Argentan Interco | 165,79           | 3 644 (2022)                                    | 22                 | modifier les données · modifier les données |
| Guêprei                          | 61197      | CC Terres d'Argentan Interco | 7,10             | 146 (2022)                                      | 21                 | modifier les données · modifier les données |
| Louvières-en-Auge                | 61238      | CC Terres d'Argentan Interco | 6,22             | 95 (2022)                                       | 15                 | modifier les données · modifier les données |
| Merri                            | 61276      | CC Terres d'Argentan Interco | 5,81             | 151 (2022)                                      | 26                 | modifier les données · modifier les données |
| Mont-Ormel                       | 61289      | CC Terres d'Argentan Interco | 3,73             | 49 (2022)                                       | 13                 | modifier les données · modifier les données |
| Montreuil-la-Cambe               | 61291      | CC Terres d'Argentan Interco | 9,57             | 80 (2022)                                       | 8,4                | modifier les données · modifier les données |
| Neauphe-sur-Dive                 | 61302      | CC Terres d'Argentan Interco | 13,89            | 132 (2022)                                      | 9,5                | modifier les données · modifier les données |
| Ommoy                            | 61316      | CC Terres d'Argentan Interco | 5,66             | 109 (2022)                                      | 19                 | modifier les données · modifier les données |
| Le Pin-au-Haras                  | 61328      | CC Terres d'Argentan Interco | 8,66             | 253 (2022)                                      | 29                 | modifier les données · modifier les données |
| Saint-Gervais-des-Sablons        | 61399      | CC Terres d'Argentan Interco | 8,80             | 71 (2022)                                       | 8,1                | modifier les données · modifier les données |
| Saint-Lambert-sur-Dive           | 61413      | CC Terres d'Argentan Interco | 7,73             | 133 (2022)                                      | 17                 | modifier les données · modifier les données |
| Tournai-sur-Dive                 | 61490      | CC Terres d'Argentan Interco | 12,40            | 295 (2022)                                      | 24                 | modifier les données · modifier les données |
| Trun                             | 61494      | CC Terres d'Argentan Interco | 9,12             | 1 183 (2022)                                    | 130                | modifier les données · modifier les données |
| Villedieu-lès-Bailleul           | 61505      | CC Terres d'Argentan Interco | 4,71             | 207 (2022)                                      | 44                 | modifier les données · modifier les données |
| Canton d'Argentan-2              | 6105       |                              |                  | 13 359 (2022)                                   |                    | modifier les données                        |

## Démographie
En 2022, le canton comptait 13 359 habitants, en évolution de −4,69 % par rapport à 2016 (Orne : −3,21 %, France hors Mayotte : +2,11 %).
| 2013   | 2018   | 2022   |
| ------ | ------ | ------ |
| 14 282 | 13 906 | 13 359 |